# 1992 у літературі

## Нагороди
- Нобелівська премія з літератури: Дерек Волкотт, "за поетичну творчість великої світності"
- Букерівська премія:
  - Майкл Ондатже, «Англійський пацієнт»
  - Баррі Ансворт, «Священний голод»
- Премія Неб'юла за найкращий роман: Конні Вілліс, «Doomsday Book»
- Премія Неб'юла за найкращу повість: Джеймс Морроу, «Місто правди»
- Премія Неб'юла за найкраще оповідання: Конні Вілліс, «І навіть у королеви»
- Премія Г'юґо за найкращу повість: Ненсі Кресс, «Жебраки в Іспанії»

## Померли
- 6 квітня — Айзек Азімов, американський письменник, професор біохімії Бостонського університету, популяризатор науки, один з найвідоміших майстрів наукової фантастики.

## Нові книжки
- Мости округу Медісон — бестселер американського письменника Роберта Джеймса Воллера.

### Романи
- «Зламаний Бог» — роман Девіда Зінделла.